# Григорий Епифаниу
Григорий (на гръцки: Γρηγόριος, Григориос) е гръцки духовник,  епископ на Вселенската патриаршия и на Църквата на Гърция.

## Биография
Роден е в халкидическото градче Валта, Гърция. Замонашва се във Великата лавра на Света гора. В края на 1797 година е ръкоположен за скироски епископ. Умира на 3 март 1837 година.